# Adolphe Klingelhoeffer
Adolphe Klingelhoeffer, né le 2 mai 1880 à Paris et décédé le 19 décembre 1956 à Courbevoie (Hauts-de-Seine) à 76 ans, est un athlète et un joueur de rugby à XV brésilien.

## Biographie

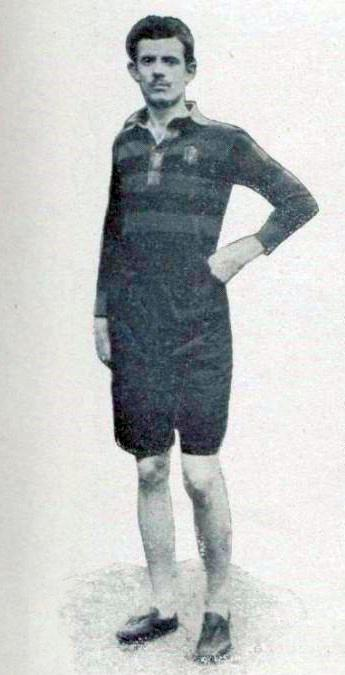
Adolphe Klingelhoeffer, en novembre 1899.

Fils d'un diplomate vice-consul en France, licencié au Racing Club de France, il participe officiellement aux Jeux olympiques de 1900 sur 60 mètres, 200 mètres (24 s 4) et 110 mètres haies (terminant troisième de l'une des séries de cette dernière discipline), en tant que représentant français.
Jusqu'en 1905, il écrit à l'occasion pour La Vie au grand air, avant de partir un temps pour l'Amérique du Sud. Au Brésil, il participe alors comme entraîneur à quelques courses cyclistes sur le vélodrome du Pará situé en bordure de l'Amazone, et en juillet 1906 il remporte aussi -comme chef de nage- le Championnat d'aviron du Pará, avec le quatre de couple du Pará-Club. Il séjourne aussi au Pérou, au Haut Madre de Dios (Pancartambo, Cerro de Pasco) en 1908.
Il travailla dans le monde de la finance, occupant, un temps, un rang assez élevé à la Chambre du commerce brésilienne.

## Palmarès en athlétisme
Championnats de France:

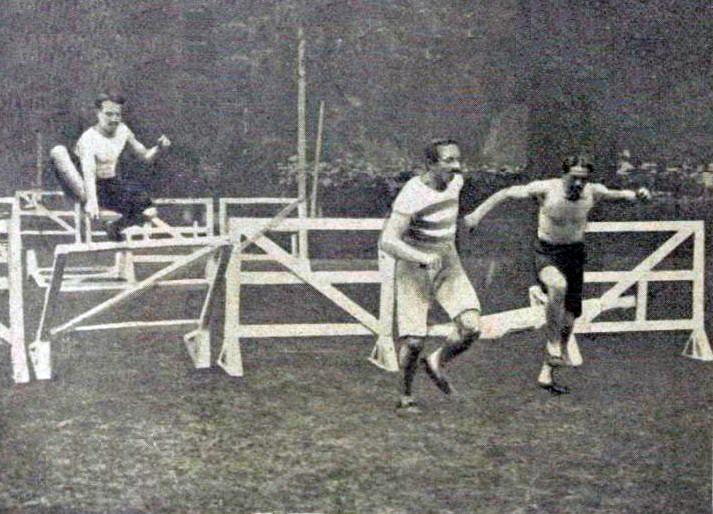
Adolphe Klingelhoeffer, en 1903 (avec le maillot à bandes du RCF).

- Six fois Champion de France d'athlétisme:
  - 110 mètres haies (4), en 1899 (17 s), 1902 (17 s 2), 1903 (16 s 8 - record de France) et 1904 (16 s 6 - record de France) (meilleur temps personnel -record non homologué-: 16 s 3/5[5]);
  - 400 mètres haies (2), en 1901 (61 s 2), 1902 (58 s 8) (record personnel 58 s 2, en 1901);

Autres:
- Grand Prix du RCF sur 110 mètres haies handicap, ou Prix de Suez: juin 1898 (bois de Boulogne, Croix-Catelan)[6],[7];
- Prix de France du RCF sur 200 mètres plat: novembre 1899 (bois de Boulogne)[8] (deuxième de l'épreuve en 1900[9]);
- 110 mètres haies de la rencontre RCF - South London Harriers: juin 1903 (Croix-Catelan)[10];
- Grand Prix du RCF sur 110 mètres haies: juillet 1903 (Croix-Catelan)[11];
- Critérium du RCF sur 110 mètres haies: mai 1904 (Croix-Catelan)[12];
- Course du 17e championnat U.S.F.S.A. sur 110 mètres haies: juin 1904 (bois de Boulogne)[13];
- 110 mètres haies de la rencontre RCF - South London Harriers: mai 1905 (Croix-Catelan)[14];
- 120 yards haies de la rencontre South London Harriers - RCF: mai 1906 (Londres)[15].

## Palmarès en rugby à XV
- Champion de France de rugby à XV en 1902 (arrière centre; sport auquel il participe encore occasionnellement jusqu'en 1905 -notamment face au Stade français en février 1905[16]-).